# Fox (palabra clave)
Fox es una palabra clave utilizada por pilotos de aviones militares pertenecientes a la OTAN para referirse a la simulación o lanzamiento de un misil aire-aire e incluso se utiliza en otras funciones de combate. En los helicópteros se suele usar otra nomenclatura, ya que las armas utilizadas por los helicópteros mayoritariamente son aire-tierra.
Al final de la palabra Fox se agrega un número, dicho número describe el tipo de guía con que viene equipado el misil.
- Fox One-indica lanzamiento de un misil guiado por un radar semiactivo (por ejemplo, el AIM-7 Sparrow).
- Fox Two-indica lanzamiento de un misil guiado por un sensor infrarrojo (por ejemplo, el AIM-9 Sidewinder).
- Fox Three-indica lanzamiento de un misil guiado por un radar activo (por ejemplo, el AIM-120 AMRAAM).
- Fox Four-disparo simulado a un objetivo.